# ルーク・キャンベル (ボクサー)
ルーク・キャンベル（Luke Campbell, MBE、1987年9月27日 - ）は、イギリスのプロボクサー。イースト・ライディング・オブ・ヨークシャー・キングストン・アポン・ハル出身。ロンドンオリンピックバンタム級金メダリスト。

## 来歴

### アマチュア時代
2008年11月、リヴァプールで行われたヨーロッパアマチュアボクシング選手権にバンタム級（54kg）で出場し金メダルを獲得した。
2011年9月、アゼルバイジャン共和国のバクーで行われた2011年世界ボクシング選手権大会にバンタム級（56kg）で出場し、銀メダルを獲得した。
2012年8月、ロンドンで行われたロンドンオリンピックにバンタム級（56kg）で出場。初戦でヴィットリオ・パリネッロ に11-9の判定で勝利すると、2回戦はデテリン・ダラクリエフに16-15の僅差で判定勝ち。準決勝では清水聡に20-11の判定で勝利し、決勝ではジョン・ジョー・ネビンに14-11の判定で勝利し金メダルを獲得した。

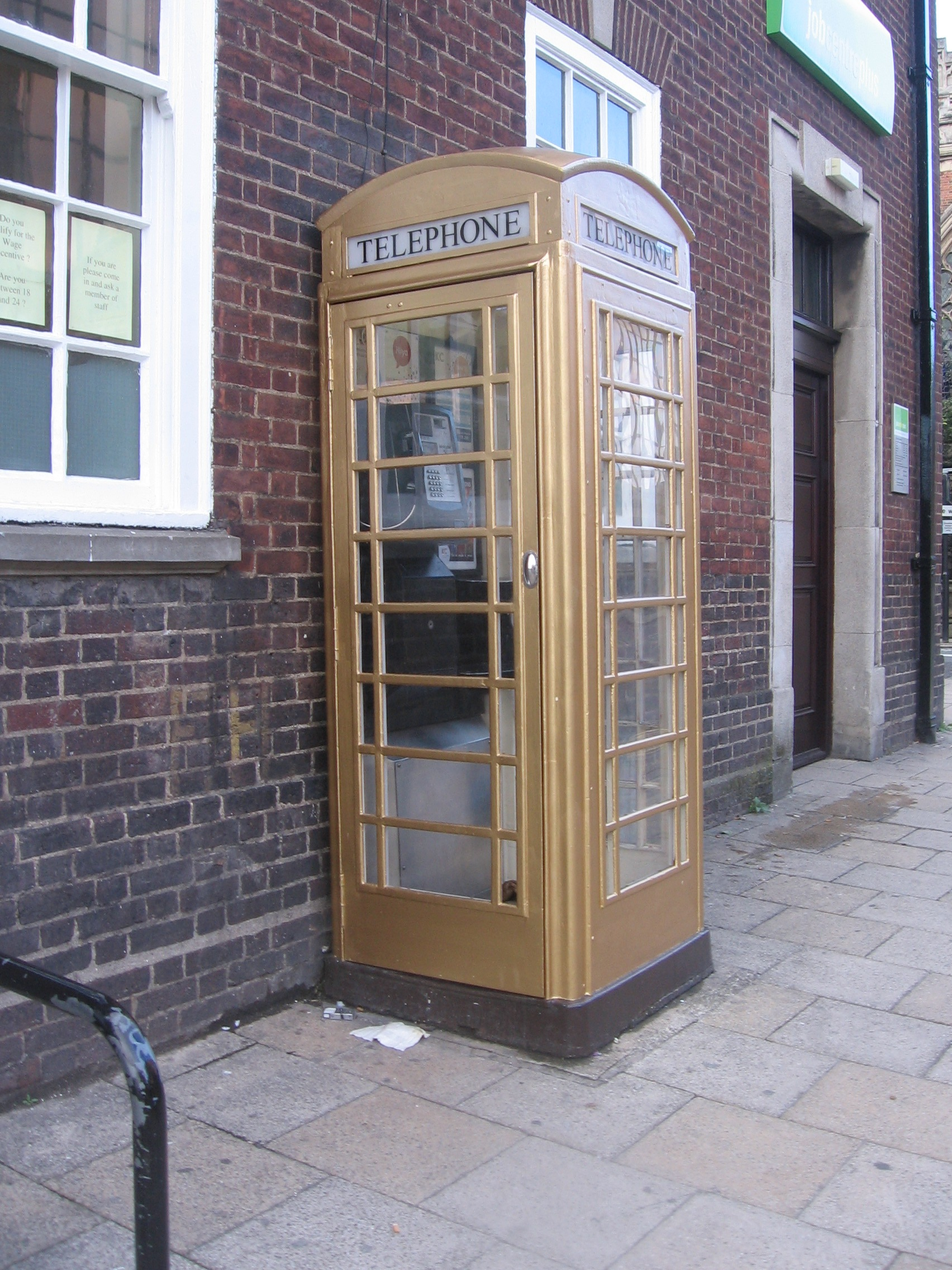
キャンベルの金メダル獲得を記念し金色に塗られたキングストン・アポン・ハルの電話ボックス

ボクシングでの功績が認められ、2013年のMBEを受賞した。
アマチュアで153勝24敗の成績を残しプロに転向。

### プロ時代
2013年7月13日、プロデビュー戦を行い1回1分28秒TKO勝ち。白星デビューを飾った。
2015年8月1日、キングストン・アポン・ハルのクレイブン・パークにてトミー・コイルとWBCインターナショナルライト級王座決定戦を行い、10回1分41秒TKO勝ちを収め王座獲得に成功した。
2015年12月12日、ロンドンのO2アリーナにてアンソニー・ジョシュア対ディリアン・ホワイトの前座でイヴァン・メンディと対戦し、プロ初黒星となる12回1-2の判定負けを喫し王座から陥落した。
2016年3月26日、シェフィールドのシェフィールド・アリーナにてケル・ブルック対ケビン・ビジェールの前座でゲイリー・サイクスとコモンウェルスライト級王座決定戦を行い、2回2分58秒TKO勝ちを収め王座獲得に成功した。
2016年7月30日、リーズのファースト・ダイレクト・アリーナにて元IBF世界スーパーフェザー級王者アルヘニス・メンデスとWBC世界ライト級シルバー王座決定戦を行い、12回3-0の判定勝ちを収め王座獲得に成功した。
2017年 9月23日、カリフォルニア州イングルウッドのザ・フォーラムでWBA世界ライト級王者ホルヘ・リナレスと対戦し、12回1-2（113-114、112-115、115-113）の判定負けを喫し王座獲得に失敗した。
2019年8月31日、ロンドンのO2アリーナでWBAスーパー・WBO世界ライト級王者ワシル・ロマチェンコとWBC世界ライト級王座決定戦を行い、12回0-3（109-118、108-119×2）の判定負けを喫し王座獲得に失敗した。
2021年1月2日、テキサス州ダラスのアメリカン・エアラインズ・センターにてWBC世界ライト級4位のライアン・ガルシアとWBC世界ライト級暫定王座決定戦を行い、2Rに左フックでガルシアからキャリア初のダウンを奪うも、7回1分58秒に左ボディブローでTKO負けを喫し王座獲得に失敗した。

## 戦績
- プロボクシング：24戦 20勝 (16KO) 4敗

| 戦           | 日付           | 勝敗 | 時間     | 内容    | 対戦相手                           | 国籍           | 備考                                                                |
| ------------ | -------------- | ---- | -------- | ------- | ---------------------------------- | -------------- | ------------------------------------------------------------------- |
| 1            | 2013年7月13日  | ☆    | 1R 1:28  | TKO     | アンディ・ハリス                   | イギリス       | プロデビュー戦                                                      |
| 2            | 2013年10月5日  | ☆    | 1R 1:59  | TKO     | ネイル・ヘッパー                   | イギリス       |                                                                     |
| 3            | 2013年11月2日  | ☆    | 5R 2:00  | TKO     | リー・コンネリー                   | イギリス       |                                                                     |
| 4            | 2013年11月23日 | ☆    | 4R       | 判定3-0 | チャック・ジョーンズ               | イギリス       |                                                                     |
| 5            | 2014年2月22日  | ☆    | 8R 1:38  | TKO     | スコット・モイセズ                 | イギリス       |                                                                     |
| 6            | 2014年7月12日  | ☆    | 6R       | 判定3-0 | クレイグ・ウッドラフ               | イギリス       |                                                                     |
| 7            | 2014年8月16日  | ☆    | 2R 1:56  | KO      | スティーブ・トランブル             | アメリカ合衆国 |                                                                     |
| 8            | 2014年9月20日  | ☆    | 7R 2:09  | TKO     | クリストフ・ソット                 | ポーランド     |                                                                     |
| 9            | 2014年10月25日 | ☆    | 5R 2:34  | TKO     | ダニエル・エドゥアルド・ブリズエラ | アルゼンチン   |                                                                     |
| 10           | 2015年3月7日   | ☆    | 3R 0:55  | TKO     | レビン・モラレス                   | ニカラグア     |                                                                     |
| 11           | 2015年5月9日   | ☆    | 3R 1:03  | TKO     | アボウベカー・ベッセラヘム         | フランス       |                                                                     |
| 12           | 2015年8月1日   | ☆    | 10R 1:41 | TKO     | トミー・コイル                     | イギリス       | WBCインターナショナルライト級王座決定戦 WBC世界ライト級挑戦者決定戦 |
| 13           | 2015年12月12日 | ★    | 12R      | 判定1-2 | イヴァン・メンディー               | フランス       | WBCインターナショナル陥落                                           |
| 14           | 2016年3月26日  | ☆    | 2R 2:58  | TKO     | ゲイリー・サイクス                 | イギリス       | コモンウェルス英連邦ライト級王座決定戦                              |
| 15           | 2016年7月30日  | ☆    | 12R      | 判定3-0 | アルヘニス・メンデス               | ドミニカ共和国 | WBC世界ライト級シルバー王座決定戦                                   |
| 16           | 2016年10月15日 | ☆    | 4R 2:46  | KO      | デリー・マシューズ                 | イングランド   | WBCシルバー防衛1・コモンウェルス英連邦防衛1                         |
| 17           | 2017年2月25日  | ☆    | 2R 1:19  | TKO     | ハイロ・ロペス                     | メキシコ       | WBCシルバー防衛2                                                    |
| 18           | 2017年4月29日  | ☆    | 9R 1:28  | TKO     | ダルレイス・ペレス                 | コロンビア     |                                                                     |
| 19           | 2017年9月23日  | ★    | 12R      | 判定1-2 | ホルヘ・リナレス（帝拳）           | ベネズエラ     | WBA世界ライト級タイトルマッチ                                       |
| 20           | 2018年5月5日   | ☆    | 5R 2:18  | TKO     | トロイ・ジェームズ                 | イギリス       |                                                                     |
| 21           | 2018年9月22日  | ☆    | 12R      | 判定3-0 | イヴァン・メンディー               | フランス       |                                                                     |
| 22           | 2019年3月15日  | ☆    | 5R 1:37  | TKO     | エイドリアン・ユン                 | メキシコ       |                                                                     |
| 23           | 2019年8月31日  | ★    | 12R      | 判定0-3 | ワシル・ロマチェンコ               | ウクライナ     | WBA・WBO世界ライト級タイトルマッチ WBC世界ライト級王座決定戦        |
| 24           | 2021年1月2日   | ★    | 7R 1:58  | TKO     | ライアン・ガルシア                 | アメリカ合衆国 | WBC世界ライト級暫定王座決定戦                                       |
| テンプレート |                |      |          |         |                                    |                |                                                                     |

## 獲得タイトル
- ロンドンオリンピックバンタム級金メダル
- WBCインターナショナルライト級王座
- WBC世界ライト級シルバー王座
- コモンウェルスライト級王座